# N-(Tri(hydroxymethyl)methyl)glycin
N-(Tri(hydroxymethyl)methyl)glycin, auch Tricin, ist eine organische chemische Verbindung aus der Gruppe der Aminocarbonsäuren und der Polyole.

## Eigenschaften
Tricin ist ein Zwitterion mit einem pKs1 von 2,3 und einem pKs2 von 8,6 (0 °C), 8,15 (20 °C), 8,05 (25 °C) bzw. 7,80 (37 °C). Die Temperaturabhängigkeit der Säurekonstante liegt bei ΔpKs2 = −0,021 K−1.
Tricin bindet zweiwertige Metallionen mit folgenden Gleichgewichtskonstanten (pKM bei 20 °C): Mg2+ 1,2; Ca2+ 2,4; Mn2+ 2,7; Cu2+ 7,3.

## Verwendung
Tricin wird für biochemische Zwecke als Puffersubstanz aus der Gruppe der Good-Puffer verwendet, mit einer guten Pufferkapazität zwischen pH 7,4–8,8.
Tricin wird bei TRIS-Tricin-Gelen in der SDS-PAGE verwendet.